# Kolagenski heliks
Kolagen, kolagenski heliks, ili heliks tipa-2, je glavni oblik sekundarne strukture. On se sastoji od trostrukog heliksa formiranog od ponavljanja aminokiselinske sekvence glicin - X - Y, gde su X i Y često prolin ili hidroksiprolin.
Svaki od tri lanca je stabilizovan sternom repulzijom proizvedenom pirolidinskim prstenima prolina i hidroksiprolina. Pirolidinski prsteni se odbijaju kad polipeptidni lanac zauzme izduženu heliksnu formu, koja je znatno otvorenija od gušće pakovane forme alfa heliksa.
Tri lanca su međusobno vezana vodoničnim vezama. Donori vodonikčnih veza su peptidne NH grupe glicinskih ostataka. Akceptori vodoničnih veza su CO grupe ostataka drugih lanaca. Hidroksilna grupa hidroksiprolina takođe učestvuje u vodoničnom vezivanju. Hod kolagenskog heliksa je 2,9 Å (0.29 nm) po ostatku.